# Jugo (Mojo)
Jugo is een bestuurslaag in het regentschap Kediri van de provincie Oost-Java, Indonesië. Jugo telt 3730 inwoners (volkstelling 2010).